# Departamento del Socorro
Socorro fue uno de los departamentos en que se dividía el Estado Soberano de Santander (Colombia). Tenía por cabecera a la ciudad del Socorro. El departamento comprendía territorio de las actuales regiones santandereanas del Socorro y Guanentá.

## División territorial
El departamento al momento de su creación (1859) estaba dividido en los distritos de Socorro (capital), Confines, Charalá, Chima, Cincelada, Encino, Guapotá, Guadalupe, Gámbita, Hato, Oiba, Olival, Ocamonte, Palmas, Páramo, Pinchote, Palmar, Riachuelo, Simacota y Suaita.
En 1877 fueron separados los distritos de Charalá, Cincelada, Confines, Coromoro, Encino, Ocamonte y Riachuelo para crear el departamento de Charalá.